# 재일본조선민주녀성동맹
재일본조선민주녀성동맹(在日本朝鮮民主女性同盟 략칭 녀성동맹(女性同盟), 녀맹(女盟))은 일본에 있는 조선민주주의인민공화국에 강한 소속감을 갖는 재일 조선인의 여성 단체이다. 1947년 10월 12일에 일본 도쿄에서 결성되었다. 중앙 본부는 도쿄에 있고, 각 도도부현마다 지역본부가 있고 부,군,구 지역마다 지부, 분회가 있다.

## 활동내용
재일본조선민주녀성동맹(在日本朝鮮民主女性同盟/女盟)은 제2차세계대전이후 재일조선인녀성의 권리와 지위를 지키고 향상시키는 목적으로 결성되였다. 결성대회는 일본 도꾜에 있는 교바시공회당에서 열렸고 일본각지에서 207명의 대의원 200명이상의 방청자가 참가했다.
지금 일본각지에 47도도부현에 지방본부, 200개의 지부, 600개의 분회를 가지고있다.
지금 녀맹에서는 《아이키우기》의 구호밑에 육아지원사업과 민주주의적민족교육 및 조선학교의 지원사업 • 재무사업 • 어머니급식을 비롯한 학교와 어린이를 지원하는 사업, 국어강습과 정세해설 • 영화감상회 • 세미나 • 기관지발행을 비롯한 선전문화사업, 무용 • 성악 • 민족악기 • 서예 • 료리 • 수예 • 국어강습 • 력사풍습강습을 비롯한 문화소조사업, 롱구 • 배구 • 등산 • 려행 • 골프 • 탁구 • 체조을 비롯한 체육소조사업을 전개되고있다.

## 연혁
- 1947년 10월 12일 - 결성
- 1947년 - 기관지“녀맹시보”발간
- 1958년 - 녀맹시보를 ”조선녀성“ 으로 개칭
- 1962년 - 재일조선인어머니대회
- 1963년 11월 - 제1차 분회열성자대회
- 1980년 - 발간당시 신문형식이였던 《조선녀성》을 잡치형식으로 변경
- 1990년대 - 4번 심포쥼《아시아의 평화와 녀성의 역할》을 개최
- 2022년 10월 20일 - 녀성동맹본부위원장회의
- 2023년 5월 19일 - 제13차 중앙어머니대회

## 역대역원
- 김일순 : ?년 ~ 2001년
- 김소자 : 2001년 ~ 2007년
- 강추련 : 2007년 - 현재